# لوفوستيكا
اللوفوستيكا (الاسم العلمي: Lophostica) هي نوع من أنواع العناكب القافزة التي تندرج ضمن فصيلة رتيلاوات الشكل. هذا النوع من العناكب يعيش في جزر ماسكارين.